# 埃莱斯邦-韦洛苏
埃莱斯邦-韦洛苏（葡萄牙語：Elesbão Veloso）是巴西皮奥伊州的一个市镇。总面积1285.678平方公里，总人口14232人，人口密度11.1人/平方公里。